# 251P/LINEAR
La comète LINEAR, officiellement 251P/LINEAR, est une comète périodique du système solaire, découverte le 17 avril 2004 par le programme LINEAR.